# آل ميلو
آل ميلو (بالإنجليزية: Al Mello)‏ مواليد 31 يناير 1906 في لوويل - الوفاة 31 أكتوبر 1993، كان ملاكم محترف أمريكي صنّف ضمن فئة وزن الوسط بدأ مسيرته الاحترافية سنة 1925. سبق أن شارك في دورة الألعاب الأولمبية الصيفية سنة 1924.

## إحصائيات
خاض خلال مسيرته 52 نزالا، فاز في 42 ولم يتعادل وخسر في 10. فاز بالضربة القاضية في 22 نزالا.

## روابط خارجية
- آل ميلو على موقع بوكس ريك (الإنجليزية) (registration required)
- آل ميلو على موقع أوليمبيديا (الإنجليزية)